# Trädgårdsförening
Trädgårdsförening är en medlemsbaserad institution som främjar trädgårdsodling.
Ursprungligen under 1800-talet verkade trädgårdsföreningar genom att bland annat anlägga en egen mönsterträdgårdsanläggning, efter förebild av den 1804 grundade Royal Horticultural Society i London i Storbritannien. Den första trädgårdsföreningen i Sverige var Svenska trädgårdsföreningen i Stockholm, som grundades 1832. Andra tidiga svenska trädgårdsföreningar är Göteborgs trädgårdsförening från 1842 och Trädgårdsföreningen i Linköping från 1859.
Numera finns ett stort antal lokala trädgårdsföreningar. Riksförbundet Svensk Trädgård har omkring 160 trädgårdsföreningar anslutna. Svenska Trädgårdsförbundet i Finland har elva anslutna lokala trädgårdsföreningar.